# Phénomène de la goutte noire

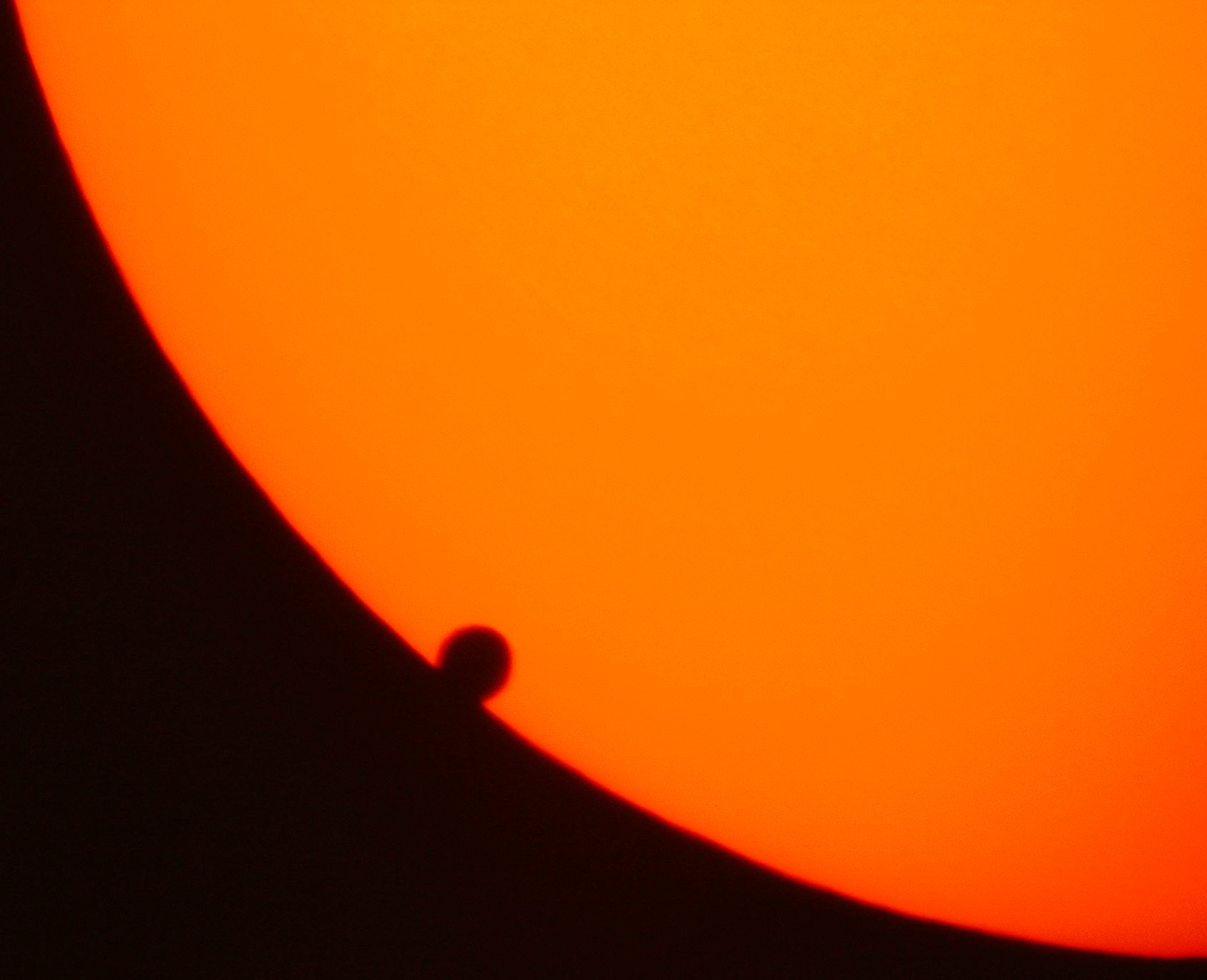
Phénomène de la goutte noire lors du transit de Vénus du 8 juin 2004.

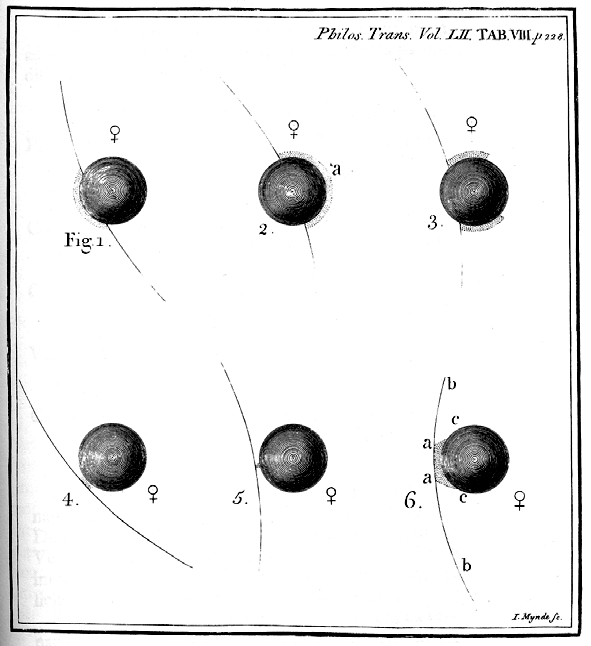
Le phénomène de la goutte noire décrit par Torbern Bergman en 1761.

Le phénomène de la goutte noire est un effet de la diffraction des instruments optiques (à ne pas confondre avec la diffraction atmosphérique) observable par exemple lors des transits de Vénus et dans une moindre mesure lors des transits de Mercure devant le Soleil.

## Déroulement
Pendant un transit astronomique, juste après le deuxième contact et juste avant le troisième contact, une petite larme noire semble connecter le disque de la planète avec la frontière du limbe solaire, rendant impossible la datation précise de ces deux contacts. Cela empêcha de calculer précisément la valeur de l'unité astronomique lors des transits de Vénus du XVIIIe siècle.

## Historique
Le phénomène, observé pour la première fois pendant un transit de Mercure en 1677, fut longtemps attribué à l'épaisse atmosphère de Vénus et considéré comme la première preuve de l'existence de cette atmosphère.
Une expérience de Charles Wolf au Collège de France en 1874 établit que l'ouverture des télescopes et la qualité des optiques sont des facteurs d'intensité du phénomène, premier pas vers une interprétation correcte du phénomène par un effet de diffraction aisément constatable, par exemple en observant deux doigts se rapprochant en face d'une source lumineuse. On trouvera une explication simple par Danjon et Couderc dans la référence.

## Mécanisme
Tout instrument optique donne d'un point lumineux une image circulaire aussi appelée tache d'Airy, d'autant plus étendue que le diamètre de l'instrument est faible. C'est une loi fondamentale de l'optique, qui découle de la nature ondulatoire de la lumière. Si l'on applique cette transformation (fonction de transfert) à tous les points de l'image théorique idéale d'un petit disque noir tangent à l'intérieur d'un grand disque blanc, on obtient une goutte noire.
Sur cette excellente image prise par le télescope solaire de l'Académie Royale des sciences de Suède pendant le transit de Vénus de 2004, aucun signe de goutte noire : avec un miroir d'1 mètre de diamètre, la tâche d'Airy d'un tel instrument (0,15 seconde d'arc) est petite comparée au diamètre apparent (~60 secondes d'arc pendant un transit) de Vénus et ne génère pas d'effet "goutte noire".
Il n'a donc rien à voir avec l'atmosphère de la planète en transit, mais il est essentiellement dépendant de la résolution de
l'instrument utilisé, et de la qualité du ciel où est faite l'observation (un ciel turbulent peut accentuer le phénomène).
Des instruments de qualité sont désormais largement diffusés, à des coûts les rendant abordables par le plus grand nombre ; de fait, lors du transit de Vénus du 8 juin 2004, de nombreux observateurs rapportèrent qu'ils n'avaient pas constaté de phénomène de la goutte noire, ou alors d'une moindre importance que ceux des siècles précédents.

## Rumeurs infondées
Le phénomène de la goutte noire continue inexplicablement d'alimenter des débats et des discussions sur son origine supposée, alors que le phénomène et ses causes sont connus et correctement interprétés depuis des décennies.